# James Lichtenstein
James Lichtenstein (Chicago, 24 ottobre 1994) è un tuffatore statunitense specializzato nelle grandi altezze.

## Carriera
Ha vinto la medaglia d'oro ai campionati mondiali di nuoto di Singapore 2025.

## Palmarès
- Mondiali

Singapore 2025: oro nei tuffi dalle grandi altezze.